# 4 ONLY
4 ONLY는 대한민국의 가수 이하이의 3번째 정규 음반으로, AOMG를 통해 2021년 9월 9일에 발매되었다. 한국 힙합 어워즈 올해의 R&B 앨범 후보에 올랐고, 가온 앨범 차트 18위를 기록했다.

## 싱글
"ONLY"는 2021년 8월 27일에 선공개되었다.

## 홍보
이하이는 "빨간 립스틱"을 9월 9일에 <엠카운트다운>, 9월 10일에 <뮤직뱅크>, 9월 11일에 <쇼! 음악중심>, 9월 12일에 <인기가요>에서 홍보했다.

## 음악 및 가사
앨범 소개에 따르면, "4 ONLY 속 화자는 트랙별로 다른 사랑을 하고 있다. 각각의 곡 안에서조차 감정 변화가 잦게 일어"나 "사랑의 순수함, 애절함, 즐거움, 슬픔, 설렘, 분노, 아쉬움, 흥분, 절박함" 등 다양한 감정을 경험한다.
이에 따라 이하이는 "다채로운 장르의 시도를 통해 다양한 감정의 표현이라는 앨범의 주제를 구현한다. 자신을 강하게 특징짓던 펑키한 알앤비 소울의 색채를 걷어내고 신스팝, 발라드, 재즈 멜로디에 목소리를 녹여 앨범에 풍성함을 더했다."

## 평가
| 전문가 평가 | 전문가 평가 |
| 평가 점수   | 평가 점수   |
| 출처        | 점수        |
| ----------- | ----------- |
| 이즘        | 2.5/별      |
| NME         | 5/별        |

<이즘>에서 5점 만점에 2.5점을 받았다. 김성엽 평론가에 따르면, "음악적 범위를 확장함으로써 듣는 재미를 더했으나 타격감을 주는 곡은 부족하다." 그래도 "아직은 미약한 발돋움이지만 이하이의 본격적인 색채 변화는 주목할 만한 행보다."
<NME>에서 5점 만점에 5점을 받았다. 안젤라 수아시요 평론가에 따르면, "5년은 새로운 음악을 기다리기에 너무 긴 시간처럼 느껴질 수 있지만, 이하이는 자신의 뿌리에 충실할 뿐만 아니라 K팝의 가장 강력한 보컬리스트 중 한 명으로서 자신의 입지를 강화시키는 장르를 탐구하는 유기성 있는 음반을 제작함으로써 기다림을 가치 있게 만든다."

### 연말 리스트
| 출판사           | 리스트                              | 순위 | 각주   |
| ---------------- | ----------------------------------- | ---- | ------ |
| NME              | 2021년 최고의 아시아 음반 25        | 22   | [ 9 ]  |
| 롤링 스톤 인디아 | 2021년 최고의 한국 힙합 R&B 음반 10 | 10   | [ 10 ] |

## 수상 및 후보
| 시상식           | 연도 | 부문            | 결과 | 각주   |
| ---------------- | ---- | --------------- | ---- | ------ |
| 한국 힙합 어워즈 | 2022 | 올해의 R&B 앨범 | 후보 | [ 11 ] |

## 곡 목록
| #            | 제목                                | 작사                 | 작곡                   | 편곡  | 재생 시간 |
| ------------ | ----------------------------------- | -------------------- | ---------------------- | ----- | --------- |
| 1.           | 〈구원자〉 (Feat. B.I)              | B.I                  | B.I 스탤리 베이스캠프  | 3:36  |           |
| 2.           | 〈그대의 의도〉                     | 안신애               | 안신애                 | 3:25  |           |
| 3.           | 〈물타기〉                          | 안신애               | 안신애                 | 3:04  |           |
| 4.           | 〈Bye〉                             | 이하이               | 이하이 그레이 닥스     | 3:10  |           |
| 5.           | 〈빨간 립스틱〉 (Feat. 윤미래)      | 이하이 챈슬러 윤미래 | 챈슬러 퍼플 이하이     | 3:07  |           |
| 6.           | 〈머리어깨무릎발〉 (Feat. 원슈타인) | 이하이 원슈타인      | 이하이 피제이 원슈타인 | 3:24  |           |
| 7.           | 〈안전지대〉                        | 이하이               | 이하이 코드 쿤스트     | 4:08  |           |
| 8.           | 〈어려워〉                          | 이하이               | 이하이 코드 쿤스트     | 3:44  |           |
| 9.           | 〈Darling〉                         | 이하이               | 이하이 브론즈          | 3:56  |           |
| 10.          | 〈ONLY〉                            | 안신애               | 안신애                 | 4:01  |           |
| 총 재생 시간 | 총 재생 시간                        | 총 재생 시간         | 총 재생 시간           | 35:35 |           |

## 차트
| 차트 (2021)          | 최고 순위 |
| -------------------- | --------- |
| 대한민국 음반 (가온) | 18        |

## 판매량
| 지역     | 판매량 |
| -------- | ------ |
| 대한민국 | 8,315  |